# Чумойтло (присілок)
Чумо́йтло (рос. Чумойтло) — присілок в Можгинському районі Удмуртії, Росія.
Урбаноніми:
- вулиці — Залізнична, Лісова, Шкільна

## Населення
Населення — 126 осіб (2010; 123 в 2002).
Національний склад станом на 2002 рік:
- удмурти — 63 %
- росіяни — 33 %